# Unterseeboot UC-57
Pour les autres navires du même nom, voir Unterseeboot 57.
L'Unterseeboot UC-57 est un sous-marin (U-Boot) mouilleur de mines allemand de type UC II utilisé par la Kaiserliche Marine pendant la Première Guerre mondiale. Le U-boot a été commandé le 12 janvier 1916, mis sur cale le 14 mars 1916 et lancé le 7 septembre 1916. Il a été mis en service dans la marine impériale allemande le 22 janvier 1917 sous le nom de UC-57.

## Conception
Sous-marin de type UC II, l'UC-57 avait un déplacement de 415 tonnes en surface et de 498 tonnes en plongée. Il avait une longueur hors tout de 50,52 m, un maître-bau de 5,22 m et un tirant d'eau de 3,61 m. Le sous-marin était propulsé par deux moteurs diesel 6 cylindres à quatre temps produisant chacun 290 à 300 ch (210 à 220 kW), soit un total de 580 à 600 ch (430 à 440 kW), et par deux moteurs électriques produisant 620 ch (460 kW), actionnant deux arbres d'hélice.
Le sous-marin avait une vitesse maximale de 11,6 nœuds (21,5 km/h) en surface et de 7,3 nœuds (13,5 km/h) en immersion. Son autonomie était de de 8660 à 9450 milles marins (16040 à 17500 km) à 7 nœuds (13 km/h) en surface, et de 52 milles marins (96 km) à 4 nœuds (7,4 km/h) en immersion. Il lui fallait 48 secondes pour plonger, et il était capable d’opérer à une profondeur maximale de 50 mètres.
L'UC-57 était équipé de trois tubes lance-torpilles de 500 mm, un à l’arrière et deux à l’avant, avec sept torpilles, et d’un canon de pont de 8,8 cm SK L/30. Mais son arme principale était ses six puits de mine de 1000 mm portant dix-huit mines UC 200. Son effectif était de vingt-six membres d’équipage.

## Engagements
En sept patrouilles, l'UC-57 a coulé 5 navires, soit par ses torpilles, soit par les mines qu’il avait posées.
L'UC-57 a disparu en 1917 après avoir débarqué un groupe de Jägers finlandais et 4 tonnes de munitions sur l’île de Hamnskär, à environ 30 kilomètres de Loviisa, le 18 novembre 1917. L'UC-57 devait rester posé sur le fond marin pendant la nuit, puis retourner en Allemagne, mais il n’est jamais arrivé. Il a probablement été coulé par une mine russe.

## Affectations
- Flottille de la Baltique du 6 mai au 18 novembre 1917

## Commandants
- Kapitänleutnant Friedrich Wißmann, du 22 janvier au 18 novembre 1917

## Navires coulés
| Date         | Nom         | Nationalité    | Tonnage | Destin  |
| ------------ | ----------- | -------------- | ------- | ------- |
| 9 juin 1917  | Ludvig      | Suède          | 78      | Coulé   |
| 20 juin 1917 | Penpol      | United Kingdom | 2061    | Capturé |
| 24 juin 1917 | Meggie      | United Kingdom | 1802    | Capturé |
| 26 juin 1917 | Marie       | Russie         | 87      | Coulé   |
| 26 juin 1917 | Tervo       | Russie         | 58      | Coulé   |
| 26 juin 1917 | Georg       | Russie         | 18      | Coulé   |
| 26 juin 1917 | Martinniemi | Russie         | 30      | Coulé   |